# 莫納斯特羅克 (日托米爾州)
50°10′21″N 28°2′18″E / 50.17250°N 28.03833°E
莫納斯特羅克（羅馬化：Monastyrok）是烏克蘭北部的村莊，隸屬日托米爾州的日托米爾區。該村面積44.9平方公里，海拔高度229米，該村落人口50。